# Margery Bonney Erskine
Pour les articles homonymes, voir Bonney et Erskine.
Margery Bonney Erskine est une actrice britannique, née en 1864 à Mosside (Lancashire, Royaume-Uni), morte le 30 octobre 1949 à New York (États-Unis).   

## Biographie
Margery Bonney Erskine était l'épouse de l'acteur Wallace Erskine. Elle a fait sa carrière aux États-Unis.

## Filmographie

### Cinéma
- 1915 : The House of the Lost Court : Mrs. Edgerton
- 1915 : The Mystery of Room 13 : Mrs. Montague
- 1915 : The Truth About Helen : Mrs. Foote (en tant que Mrs. Wallace Erskine)
- 1915 : The Way Back : Mrs. Kingman
- 1916 : The Light of Happiness
- 1917 : The Last Sentence : Mrs. Lewis

### Courts-métrages
- 1910 : How the Squire Was Captured
- 1911 : Santa Claus and the Clubman
- 1911 : Sir George and the Heiress : (en tant que Mrs. Wallace Erskine)
- 1911 : The Baby of the Boarding House
- 1911 : The Daisy Cowboys
- 1911 : The Lure of the City
- 1911 : Two White Roses
- 1911 : Uncle Hiram's List
- 1912 : A Doctor for an Hour
- 1912 : Annie Crawls Upstairs
- 1912 : Dr. Brompton-Watts' Age Adjuster
- 1912 : Father's Bluff
- 1912 : Her Polished Family
- 1912 : His Secretary
- 1912 : Kitty's Holdup
- 1912 : Lead, Kindly Light
- 1912 : More Precious Than Gold
- 1912 : Mr. Pickwick's Predicament
- 1912 : The Baby
- 1912 : The Father
- 1912 : The Harbinger of Peace
- 1912 : The Land Beyond the Sunset de Harold M. Shaw
- 1912 : The Little Woolen Shoe
- 1912 : The Lost Kitten
- 1912 : The Nurse
- 1912 : The Winking Parson
- 1912 : When She Was About Sixteen
- 1913 : A Good Sport
- 1913 : A Heroic Rescue
- 1913 : A Reluctant Cinderella
- 1913 : A Serenade by Proxy de C.J. Williams
- 1913 : A Shower of Slippers
- 1913 : A Tudor Princess
- 1913 : An Almond-Eyed Maid
- 1913 : An Unsullied Shield de Charles Brabin
- 1913 : Bread on the Waters
- 1913 : Circumstances Make Heroes
- 1913 : Dolly Varden : (en tant que Mrs. Wallace Erskine)
- 1913 : Leonie
- 1913 : Love's Old Sweet Song
- 1913 : Mercy Merrick
- 1913 : Scenes of Other Days
- 1913 : Slander's Tongue
- 1913 : Superstitious Joe
- 1913 : The Governess
- 1913 : The Maid of Honor
- 1913 : The Meadow Lark
- 1913 : The Photograph and the Blotter
- 1913 : The Risen Soul of Jim Grant
- 1913 : The Romance of Rowena
- 1913 : The Translation of a Savage
- 1913 : Twice Rescued
- 1913 : When Greek Meets Greek
- 1913 : With the Eyes of the Blind
- 1914 : A Fragment of Ash
- 1914 : An American King
- 1914 : Andy Plays Cupid
- 1914 : Bootle's Baby
- 1914 : By Parcel Post : (en tant que Mrs. Wallace Erskine)
- 1914 : Her Grandmother's Wedding Dress : (en tant que Mrs. Wallace Erskine)
- 1914 : His Chorus Girl Wife
- 1914 : In Lieu of Damages : (en tant que Mrs. Wallace Erskine)
- 1914 : Sheep's Clothing
- 1914 : The Man in the Street
- 1914 : The Mystery of the Ladder of Light : (en tant que Mrs. Wallace Erskine)
- 1914 : When East Met West in Boston : (en tant que Mrs. Wallace Erskine)
- 1915 : A Deadly Hate : (en tant que Mrs. Wallace Erskine)
- 1915 : A Sprig of Shamrock
- 1915 : Blade o' Grass
- 1915 : Cartoons in the Parlor
- 1915 : Friend Wilson's Daughter : (en tant que Mrs. Wallace Erskine)
- 1915 : Her Proper Place
- 1915 : Her Vocation
- 1915 : In Spite of All
- 1915 : Mary
- 1915 : Santa Claus vs. Cupid de Willard Louis
- 1915 : The Call of the City
- 1915 : The King of the Wire : (en tant que Mrs. Wallace Erskine)
- 1915 : The Land of Adventure
- 1915 : The Matchmakers
- 1915 : The Slavey Student
- 1915 : Their Own Ways
- 1915 : Was It Her Duty?
- 1915 : Young Mrs. Winthrop